# Sixth Sense (Zeitung)
Sixth Sense – the Forces’ own newspaper in Germany war eine von 1970 bis Ende 2017 in Deutschland in englischer Sprache erscheinende Wochenzeitung für die Angehörigen der Britischen Streitkräfte in Deutschland und deren Familien.
Die Wochenzeitung mit einem Umfang von knapp 80 Seiten und einer Auflage zwischen 9.000 und 12.000 Exemplaren im Tabloid-Format war dem Britischen Verteidigungsministerium zugeordnet. Sie finanzierte sich ausschließlich über Anzeigen; Überschüsse gingen an gemeinnützige Organisationen innerhalb der Britischen Streitkräfte.
Die Redaktion hatte ihren Sitz in der Rochdale-Kaserne in Bielefeld. Der Redaktion gehörten 16 fest angestellte Redakteure an. Sie waren zum Teil Zivilisten, zum Teil Militärangehörige. Außerdem berichten Reporter aus den Standorten Paderborn, Münster, Gütersloh, Herford, Elmpt und Bergen-Hohne.
Ihren Namen hatte die Zeitung von der Sixth Army Brigade in Soest, die zunächst die von den kanadischen Streitkräften herausgegebene Brigadezeitung „The Beaver“ übernommen hatte und den Namen für ihre Zwecke änderte. Seit Anfang der 80er Jahre erschien die Zeitung für britische Militärangehörige in ganz Deutschland. Anfang der 1990er Jahre zog die Redaktion in die Caterick-Kaserne nach Bielefeld um, 1998 in die Rochdale-Kaserne und 2009 (nach einem Brand im Verlagsgebäude) vorübergehend nach Sennestadt auf das Firmengelände von Küster Pressedruck. Seit 2012 war der Sitz der Zeitung wieder die Rochdale-Kaserne.
Sixth Sense berichtete über das Leben der Britischen Streitkräfte in Deutschland, veröffentlichte aber auch Reportagen und Erfahrungsberichte aus Afghanistan und dem Irak. Themen waren neues technisches Militärgerät und Truppenübungen, es gab außerdem Unterhaltungsthemen, Rubriken über Autos, Reportagen von Schul- und Sportveranstaltungen und Konzerte. Abgedruckt wurde das Programm von BFBS in Deutschland sowie von Satelliten-Fernsehprogrammen. Auch deutsche Themen wurden aufgegriffen, etwa in der Rubrik „What’s on in Germany“.
Die Aufmachung erinnerte optisch an Boulevard-Zeitungen, doch legte die Redaktion Wert darauf, kein Boulevard-Blatt zu machen. Etwa ein Viertel des Umfangs bestand aus Anzeigen.
Vertrieben wurde Sixth Sense über die 50 NAAFI-Einkaufszentren in Deutschland sowie über die Red-Shield-Shops. Etwa 300 Leser bezogen die Wochenzeitung im Abonnement.